# La Lettre du Kremlin
Pour plus de détails, voir Fiche technique et Distribution.
La Lettre du Kremlin (The Kremlin Letter) est un film d'espionnage américain réalisé par John Huston en 1969, sorti en 1970.

## Synopsis
En 1969, un groupe d'espions-aventuriers (la plupart identifiés par des surnoms) hétéroclite, venu des États-Unis et mené par Ward, rallie Moscou. Parmi eux se trouvent notamment Charles Rone, un officier de marine, 'B.A.', une jeune femme dont Rone tombe amoureux, Warlock, un homosexuel faisant du tricot pour se détendre, Janis qui joue un rôle de souteneur. Leur mission est de récupérer un document confidentiel dit « La Lettre du Kremlin », recelant un accord officieux entre les États-Unis et l'Union soviétique, destiné à contrecarrer la montée en puissance (la menace militaire) de la Chine...

## Fiche technique
- Titre français : La Lettre du Kremlin
- Titre original : The Kremlin Letter
- Réalisateur : John Huston
- Scénario : John Huston et Gladys Hill, d'après le roman The Kremlin Letter de Noel Behn
- Directeur de la photographie : Edward Scaife
- Musique (et direction musicale) : Robert Drasnin
- Directeur artistique : Elven Webb
- Décors : Ted Haworth et Dario Simoni
- Costumes : John Furniss
- Montage : Russell Lloyd
- Scripte : Lucie Lichtig
- Producteurs : John Huston, Carter DeHaven et Sam Wiesenthal, pour la Twentieth Century Fox
- Genre : Film d'espionnage - Couleur (en Panavision) - 121 min
- Date de sortie :
  - États-Unis : 1er février 1970
- Affiche : Boris Grinsson (France)

## Distribution
- Bibi Andersson : Erika Kosnov
- Richard Boone (VF : André Valmy) : Ward, alias Robert Sturdevant
- Nigel Green (V.F. Raymond Gérôme) : Janis dit Le Souteneur
- Dean Jagger :  Le voleur, dit Sans-pitié
- Lila Kedrova : Mme Sophie
- Micheál MacLíammóir :  Douce Alice
- Patrick O'Neal (VF : Jean-Claude Michel) : Charles Rone, alias Yorgi
- Barbara Parkins :  B.A. dite Maria
- Ronald Radd : Le capitaine Potkin
- George Sanders : (VF : Jean Topart) : Warlock, dit Le Sorcier
- Raf Vallone :  Le faiseur de poupées
- Max von Sydow : (VF : Gabriel Cattand) :  Le colonel Kosnov
- Orson Welles : Alexeï Bresnavitch
- Sandor Elès : Le lieutenant Grodin
- Niall MacGinnis :  Erector Set, dit Le Bricoleur
- Anthony Chinn : Kitai
- Guy Deghy : Le professeur
- John Huston (VF : Raymond Loyer) : l'amiral
- Fulvia Ketoff : Sonia Potkin
- Vonetta McGee : La négresse
- Marc Lawrence : Le prêtre
- Cyril Shaps : Le médecin de la police